# Ferris Bueller
Ferris Bueller właśc. Sören Bühler (ur. 29 września 1971 we Fryburgu Bryzgowijskim) – niemiecki muzyk i producent, były członek grupy dance Scooter. Razem z H.P. Baxxterem i Rickem J. Jordanem zadebiutował utworem Hyper Hyper, który trafił na szczyty pop list w wielu krajach. Po czterech latach istnienia zespołu, opuścił go aby rozpocząć solową karierę.
W 1997 roku Bueller wydał swoją solową płytę Ferris, którą promował singel Heaven.
W 2011 roku były tancerz i muzyk zespołu Scooter udzielał razem z H.P. Baxxterem i Rick J. Jordanem szereg wielu wywiadów. Zastanawiał się także nad powrotem do zespołu po licznych prośbach i listach fanów niemieckiego zespołu muzyki elektronicznej Scooter.